# جنبش آزادی‌بخش زنان

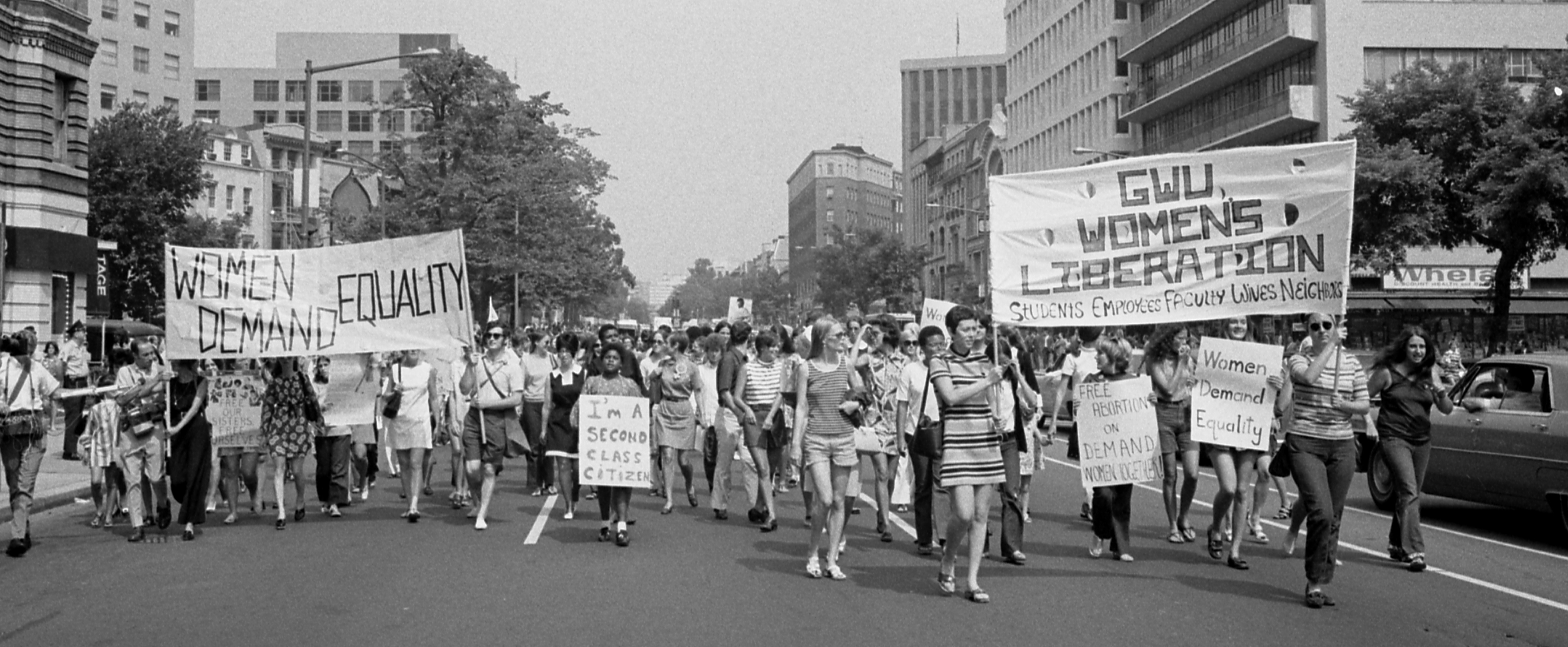
جنبش آزادی‌بخش زنان

جنبش آزادی‌بخش زنان (انگلیسی: Women's liberation movement) حرکتی اجتماعی سیاسی است که حول مبارزه علیه تبعیض جنسیتی و برای کسب اختیار زنان بر جسمشان شکل گرفته است.